# Strojni jezik
Strojni jezik (engl. machine language, machine code) jedini je oblik programa - tj. jezik - kojeg računalo razumije, što znači da se svi ostali oblici programa pisanih u nekim drugim jezicima moraju prevesti u strojni jezik. Strojni jezik je u binarnom obliku, što znači da se koriste samo 2 elementa, a to su 0 i 1.

## Opis
Strojni jezik je najniža moguća razina prikaza programa, te je kao takav usko vezan uz građu samog računala tj. uz središnju jedinicu za obradu podataka (mikroprocesoru). To znači da ako napišemo program u strojnom jeziku za jedno računalo, tj. jednu vrstu mikroprocesora on neće biti primjenjiv na drugoj vrsti mikroprocesora, jer je za svaki mikroprocesor strojni jezik jedinstven. Stoga je korištenje strojnog jezika vrlo komplicirano.

## Razlozi za korištenje
Premda je korištenje strojnog jezika uvijek ograničeno na samo jedan određeni tip mikroprocesora i vrlo složeno, daje velike prednosti, kao što su mogućnost boljeg iskorištavanja memorije računala, mogućnost izravnog djelovanja na sklopovlje računala i veća brzina izvođenja samog programa.
Vidi jezični prevoditelj (compiler), dekompilator, transkompilator, cross-kompilator, izvorni kod, asemblerski jezik, interpreter.